# Kozsik Tamás
Kozsik Tamás (Budapest, 1970. április 28. –) a matematika és számítástudományok doktora és az Eötvös Loránd Tudományegyetem Informatikai Kar docense és dékánja. Az MTA köztestületének a tagja.

## Tanulmányai
1994-ben szerzett programtervező matematikusi diplomát az ELTE Természettudományi Karon. Egy-egy évet kutatott a hollandiai Radboud Egyetemen, illetve a Közép-európai Egyetemen.
2006-ban szerzett doktori címet informatikai tudományok az ELTE-n.

## Munkássága
2022. augusztus 22-én kezdte meg dékáni munkakörét az ELTE Informatikai Karon. A Kvantuminformatikai Nemzeti Laboratórium vezető kutatója. Sikeresen zárult az innovatív informatikai és infokommunikációs megoldásokat megalapozó tematikus kutatás. A 3in projekt-nek nevezett együttműködésben három egyetem vett részt, az ELTE, a Budapesti Műszaki és Gazdaságtudományi Egyetem és a Pázmány Péter Katolikus Egyetem. Az ELTE informatikai karon Kozsik Tamás és kutatócsoportja által fejlesztett, szabadon hozzáférhető Piquasso szimulátor hatékonyságát tekintve a világ legjobbjai közé tartozik.

## Publikációi
- H Li, S Thompson, L Lövei, Z Horváth, T Kozsik, A Víg, T Nagy. (2006). Refactoring erlang programs. The Proceedings of 12th International Erlang/OTP User Conference.[11]
- Z Horváth, L Lövei, T Kozsik, R Kitlei, M Tóth, I Bozó, R Király. (2009). Modeling semantic knowledge in Erlang for refactoring. Knowledge Engineering: Principles and Techniques, Proceedings of the International Conference on Knowledge Engineering, Principles and Techniques, KEPT